# Benjamin Van Durmen
Benjamin Van Durmen (Doornik, 20 maart 1997) is een Belgisch voetballer die als middenvelder speelt. Hij stroomde in het seizoen 2015/16 door vanuit de jeugd naar het eerste elftal van Belgisch eersteklasser Royal Excel Moeskroen. Van Durmen komt sinds de zomer van 2021 uit voor het Roemeense FC U Craiova 1948.

## Carrière

### Moeskroen
Van Durmen maakte zijn officiële debuut voor Moeskroen in de Play-off II-wedstrijd tegen KV Kortrijk op 7 mei 2016, waar hij in de 62e minuut inviel voor Mustapha Oussalah. In het seizoen 2016/17 moest hij opnieuw wachten op Play-off II om speelminuten te krijgen, hij kreeg uiteindelijk in vier wedstrijden zijn kans van toenmalig trainer Mircea Rednic. Pas in het seizoen 2017/18 kreeg Van Durmen regelmatig speelkansen bij de club en wist hij geregeld een basisplaats te claimen. Na een goed seizoen werd in juli 2018 zijn contract dan ook verlengd tot de zomer van 2022. Door een clausule die bepaalde dat hij na een eventuele degradatie uit de Jupiler Pro League zou mogen vertrekken, nam hij in 2021 afscheid van de club nadat Moeskroen in het seizoen 2020/21 laatste eindigde.

### FC U Craiova
Op 10 augustus 2021 raakte bekend dat Van Durmen een contract getekend heeft bij de Roemeense eersteklasser FC U Craiova 1948. Hij vindt er zijn landgenoot en ex-ploegmaat van bij Moeskroen, Jérémy Huyghebaert, terug.

## Statistieken
| Seizoen        | Club                  | Land              | Competitie      | Competitie | Competitie | Beker | Beker | Internationaal | Internationaal | Totaal | Totaal |
| Seizoen        | Club                  | Land              | Competitie      | Wed.       | Dlp.       | Wed.  | Dlp.  | Wed.           | Dlp.           | Wed.   | Dlp.   |
| -------------- | --------------------- | ----------------- | --------------- | ---------- | ---------- | ----- | ----- | -------------- | -------------- | ------ | ------ |
| 2015/16        | Royal Excel Moeskroen | Vlag van België   | Eerste klasse A | 1          | 0          | 0     | 0     | —              | —              | 1      | 0      |
| 2016/17        | Royal Excel Moeskroen | Vlag van België   | Eerste klasse A | 4          | 0          | 0     | 0     | —              | —              | 4      | 0      |
| 2017/18        | Royal Excel Moeskroen | Vlag van België   | Eerste klasse A | 22         | 2          | 1     | 0     | —              | —              | 23     | 2      |
| 2018/19        | Royal Excel Moeskroen | Vlag van België   | Eerste klasse A | 33         | 1          | 2     | 0     | —              | —              | 35     | 1      |
| 2019/20        | Royal Excel Moeskroen | Vlag van België   | Eerste klasse A | 24         | 0          | 2     | 0     | —              | —              | 26     | 0      |
| 2020/21        | Royal Excel Moeskroen | Vlag van België   | Eerste klasse A | 7          | 0          | 1     | 0     | —              | —              | 8      | 0      |
| 2021/22        | FC U Craiova 1948     | Vlag van Roemenië | Liga 1          | 19         | 0          | 2     | 0     | —              | —              | 21     | 0      |
| Carrièretotaal | Carrièretotaal        | Carrièretotaal    | Carrièretotaal  | 110        | 3          | 2     | 0     | 0              | 0              | 118    | 3      |

Bijgewerkt op 5 maart 2022.